# Dysschema mariamne
Espèce
Synonymes
- Eucharia mariamne Geyer, 1835

Dysschema mariamne est une espèce de lépidoptères (papillons) de la famille des Erebidae et de la sous-famille des Arctiinae.